# Tottenham Hotspur Football Club 2022-2023
Questa voce raccoglie le informazioni riguardanti il Tottenham Hotspur Football Club nelle competizioni ufficiali della stagione 2022-2023.

## Stagione
Questa stagione è la trentunesima stagione consecutiva in Premier League per il Tottenham. Oltre alla partecipazione in Premier League, il Tottenham prenderà parte alla FA Cup ed alla EFL Cup ed alla Champions League.

### Antefatti
Per la stagione 2022-2023 la rosa di Antonio Conte mantiene l'ossatura delle passate annate, seppur con qualche variazione. Sul fronte cessioni, il Tottenham si priva dell'esterno d'attacco Steven Bergwijn, che torna in Olanda all'Ajax, e dello statunitense Cameron Carter-Vickers che viene riscattato dal Celtic. Sergio Reguilón, Giovani Lo Celso e Tanguy Ndombele vengono mandati in prestito in Spagna e in Italia, rispettivamente ad Atlético Madrid, Villarreal e Napoli, mentre Harry Winks viene ceduto alla Sampdoria sempre a titolo temporaneo. Per quanto riguarda i trasferimenti in entrata, il club londinese opta per acquisti ingenti dalla Premier League: vengono presi infatti Richarlison per 58 milioni di euro dall'Everton, Yves Bissouma dal Brighton per quasi 30 milioni e Djed Spence dal Middlesbrough per una cifra vicina ai 15 milioni. A completare la rosa viene prelevato a parametro zero l'esterno croato Ivan Perišić, già allenato da Conte ai tempi dell'Inter, lo svincolato Fraser Forster come secondo portiere e il difensore centrale Clément Lenglet, in prestito dal Barcellona.

### Premier League

#### Girone di andata
Nelle prime giornate della Premier League 2022-2023 il Tottenham di Conte si proietta già nelle posizioni di vertice: alla prima giornata centra una rotonda vittoria per 4-1 contro il Southampton, a cui segue un pareggio (2-2) agguantato in extremis contro il Chelsea a Stamford Bridge grazie ad una rete di Kane allo scadere. In seguito gli Spurs hanno la meglio su Wolverhampton (1-0) e Nottingham Forest (2-0), prima di pareggiare 1-1 in casa del West Ham a fine agosto ed inaugurare il mese di settembre con una vittoria per 2-1 in un altro derby di Londra, contro il Fulham. Seguono alcuni risultati positivi che consolidano il terzo posto dietro ad Arsenal e Manchester City fino al 1⁰ ottobre 2022, data della prima sconfitta in Premier proprio contro i Gunners. Con Arsenal e City sempre più distaccati, gli Spurs tentano di difendere almeno la quarta posizione, l'ultima valevole per la Champions. Ad ottobre la squadra di Conte vince due partite consecutive, perdendone in seguito altrettante, prima di vincere all'ultimo minuto la sfida del 29 ottobre contro il Bournemouth 3-2. Segue poi una sconfitta in casa contro il Liverpool (1-2) e la vittoria per 4-3 contro il Leeds United del 12 novembre, ultimo match prima della pausa per lo svolgimento dei Mondiali in Qatar.
Alla ripresa del campionato il 26 dicembre 2022, il Tottenham pareggia 2-2 in casa del Brentford e perde il successivo incontro 0-2 contro l'Aston Villa. Questo risultato sancisce il sorpasso del Newcastle ai danni degli Spurs, ora al quinto posto. Il club londinese termina il girone d'andata con una rotonda vittoria in casa del Crystal Palace (4-0) e una sconfitta nel derby per 0-2 contro la capolista Arsenal al Tottenham Stadium.

#### Girone di ritorno

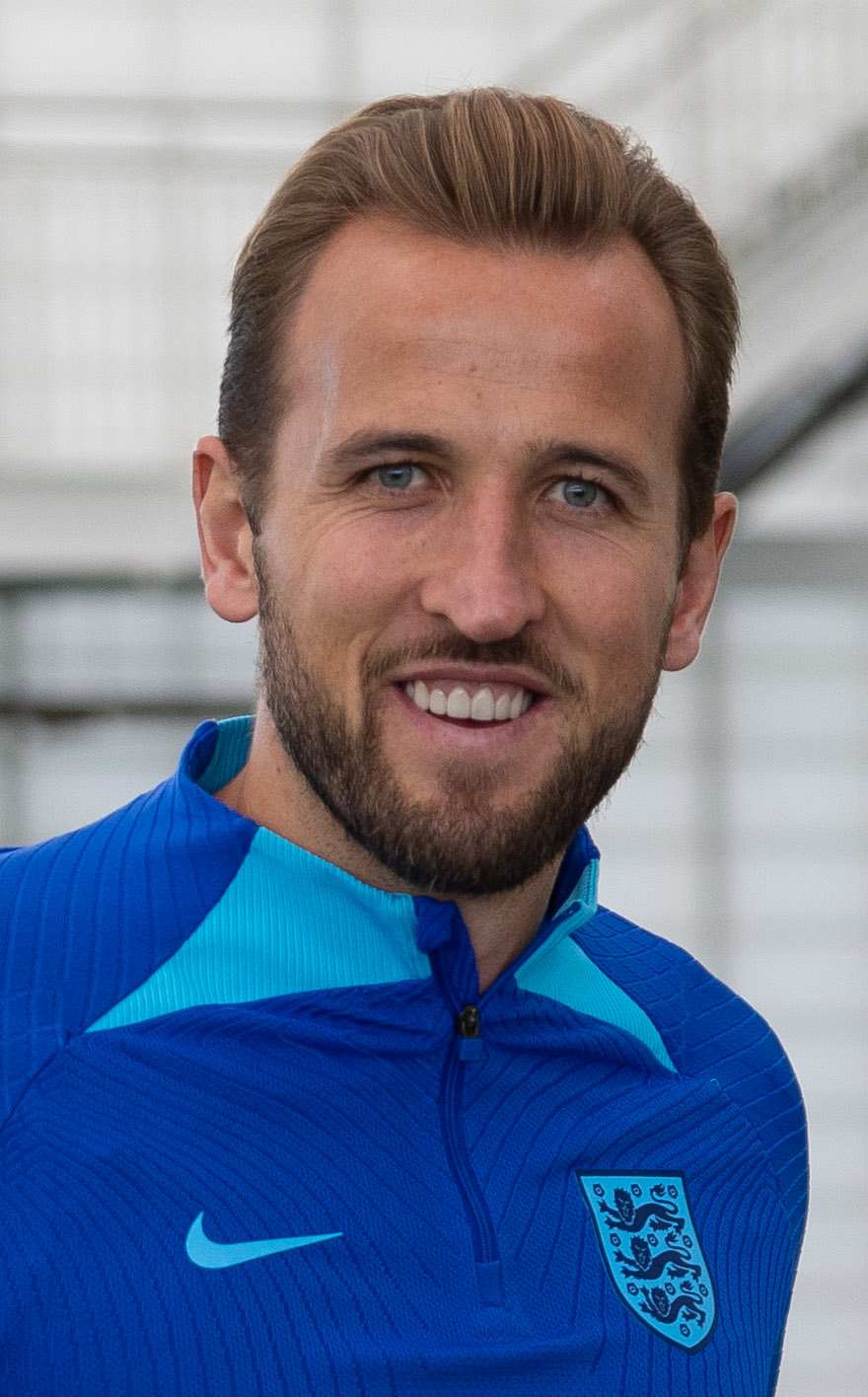
Il primatista di reti col Tottenham, Harry Kane, alla sua ultima stagione col club, realizza 30 gol in Premier League, risultando il miglior marcatore dopo Erling Haaland

Il Tottenham inizia il giro di boa col recupero della settima giornata di Premier (sospesa a settembre per la morte della regina Elisabetta), perdendo 4-2 contro il Manchester City all'Etihad Stadium. Successivamente gli uomini di Conte vincono 4 partite su 5 tra gennaio e febbraio, scalvando il Newcastle in classifica e riportandosi in quarta posizione. Il 1º febbraio il tecnico pugliese è costretto a tornare in Italia per un intervento alla cistifellea, lasciando il ruolo di primo allenatore al suo secondo, Cristian Stellini.
Nonostante l'eliminazione dalla Champions per mano del Milan, i risultati tra febbraio e marzo in Premier, seppur altelenanti, consentono al Tottenham di consolidare il piazzamento per l'accesso all'Europa League. Il 18 marzo, in seguito alla rimonta subita da 3-1 a 3-3 contro il Southampton, Conte si sfoga nella conferenza post-partita, accusando pesantemente il club e i giocatori, questi ultimi rei di scarso impegno. Nove giorni dopo la società lo esonera e affida la panchina al vice Stellini. Inizialmente la squadra sembra giovare del cambio di guida tecnica; arrivano infatti un pareggio a Goodison Park contro l'Everton e soprattutto un successo di misura contro il Brighton di De Zerbi. La sconfitta all'ultimo minuto contro il Bournemouth e la disfatta clamorosa (6-1) contro il Newcastle del 23 aprile portano tuttavia la dirigenza londinese a sollevare dall'incarico anche Stellini. Gli Spurs vengono allora affidati al traghettatore Ryan Mason, già allenatore ad interim nel maggio 2021. Con ormai sfumato l'obiettivo Champions e con l'Europa League lontana, il 13 maggio la squadra perde pure lo scontro diretto per la Conference contro l'Aston Villa di Unai Emery. La settimana successiva gli Spurs capitolano clamorosamente in casa per 1-3 contro il Brentford, scendendo in ottava posizione, fuori dall'Europa. La vittoria per 4-1 a Leeds dell'ultima giornata è ininfluente ai fini della classifica, dato che l'Aston Villa, col successo per 2-1 contro il Brighton a Birmingham, conferma il settimo posto, accedendo in Conference League. Era dalla stagione 2008-2009 che il Tottenham non si qualificava ad una competizione UEFA.

### Champions League
In virtù del quarto posto centrato nella passata stagione, il Tottenham ha diritto all'accesso alla fase a gironi della Champions League 2022-2023, dove è sorteggiato nel gruppo D assieme ai campioni dell'Europa League in carica dell'Eintracht Francoforte, allo Sporting Lisbona e all'Olympique Marsiglia. Il torneo inizia con una vittoria per 2-0 contro il Marsiglia, mentre nella seconda giornata disputata il 13 settembre 2022 il Tottenham incappa nella sua prima sconfitta stagionale perdendo 0-2 contro lo Sporting Lisbona all'Alvalade. Dopo lo 0-0 a Francoforte contro l'Eintracht, gli Spurs hanno la meglio sui tedeschi a Londra per 3-2 il 12 ottobre. Nel turno seguente il Tottenham ospita lo Sporting ottenendo un pareggio (1-1), mentre nella partita successiva del 1º novembre contro il Marsiglia al Vélodrome i londinesi hanno la meglio per 2-1 grazie ad una rete di Højbjerg a tempo scaduto, garantendosi il primo posto del girone. Gli sviluppi finali del match di Marsiglia sono surreali poiché i francesi padroni di casa, pensando che il momentaneo pareggio non sarebbe bastato per il passaggio del turno, si sono sbilanciati in avanti in cerca del gol, subendo però al contrario la rete degli inglesi che li estromette dalla competizione.
Passata la fase a gironi al primo posto, la squadra di Conte viene sorteggiata agli ottavi di finale da testa di serie contro il Milan, secondo nel gruppo E alle spalle del Chelsea. L'andata, giocata a San Siro il 14 febbraio 2023, viene vinta dai rossoneri 1-0, grazie ad una rete dello spagnolo Brahim Díaz ad inizio partita. Nel match di ritorno dell'8 marzo a Londra, gli Spurs non vanno oltre lo 0-0 e vengono quindi eliminati dalla Champions.

### FA Cup
Ad agosto 2022 il Tottenham viene sorteggiato al terzo turno eliminatorio della Coppa d'Inghilterra contro il Portsmouth, club di terza serie inglese. Il match, disputato il 7 gennaio 2023, viene vinto dagli Spurs 1-0 grazie ad una rete di Kane. Il turno seguente contro il Preston North End viene passato agevolmente con una vittoria per 3-0, mentre nel successivo ottavo di finale del 1º marzo la squadra di Conte viene eliminata dallo Sheffield United, squadra di Championship, per 1-0.

### EFL Cup
Il Tottenham interrompe il proprio cammino in Coppa di Lega alla prima partita, al terzo turno eliminatorio del 9 novembre 2022, perdendo 2-0 in casa del Nottingham Forest.

## Maglie e sponsor
Il fornitore tecnico per la stagione 2022-2023 è Nike, mentre lo sponsor ufficiale è AIA.
Per quanto riguarda la prima divisa di gioco, per questa stagione il Tottenham adotta il consueto completo bianco ma che rispetto al total white dell'annata precedente si adorna nel girocollo e nelle maniche di bordi colorati alternativamente di blu navy e giallo volt. Proprio quest'ultima sfumatura di giallo, tendente sostanzialmente al giallo fosforescente ma in una versione più opaca, è stata presentata dalla Nike già ad inizio estate 2022 come colore "tipo" del Tottenham, tanto da essere presente nelle divise di allenamento del club londinese. I calzoncini sono anch'essi blu marino, come da tradizione, mentre i calzettoni sono bianchi con il particolare dello stesso bordo navy e volt presente nella maglia.
Anche la divisa da trasferta presenta un design semplice, seppur di un inedito colore intermedio tra azzurro e violetto. Le maniche sono nere, mentre il giallo volt è presente nel colletto e nei bordi delle estremità. I pantaloncini sono di colore nero e i calzettoni sempre gialli volt.
Per la terza divisa di colore turchese si è optato per una fantasia più appariscente ed eccentrica fatta di forme grafiche astratte di una tonalità di turchese più scura. Il girocollo è nero, mentre i calzoncini sono dello stesso colore turchese della maglia, così come i calzettoni, i quali però presentano come particolare un doppio bordo nero.
|  | Casa |  | Trasferta |  | Terza divisa |

## Rosa
In corsivo i calciatori ceduti durante la stagione
| N. |                          | Ruolo | Calciatore                 |
| -- | ------------------------ | ----- | -------------------------- |
| 1  | Francia (bandiera)       | P     | Hugo Lloris (capitano)     |
| 2  | Irlanda (bandiera)       | D     | Matt Doherty               |
| 4  | Inghilterra (bandiera)   | C     | Oliver Skipp               |
| 5  | Danimarca (bandiera)     | C     | Pierre-Emile Højbjerg      |
| 6  | Colombia (bandiera)      | D     | Davinson Sánchez           |
| 7  | Corea del Sud (bandiera) | A     | Son Heung-min              |
| 9  | Brasile (bandiera)       | A     | Richarlison                |
| 10 | Inghilterra (bandiera)   | A     | Harry Kane (vice capitano) |
| 11 | Spagna (bandiera)        | A     | Bryan Gil                  |
| 12 | Brasile (bandiera)       | D     | Emerson Royal              |
| 14 | Croazia (bandiera)       | C     | Ivan Perišić               |
| 15 | Inghilterra (bandiera)   | D     | Eric Dier                  |
| 16 | Paesi Bassi (bandiera)   | A     | Arnaut Danjuma             |
| 17 | Argentina (bandiera)     | D     | Cristian Romero            |
| 19 | Inghilterra (bandiera)   | D     | Ryan Sessegnon             |

| N. |                        | Ruolo | Calciatore        |
| -- | ---------------------- | ----- | ----------------- |
| 20 | Inghilterra (bandiera) | P     | Fraser Forster    |
| 21 | Svezia (bandiera)      | C     | Dejan Kulusevski  |
| 23 | Portogallo (bandiera)  | D     | Pedro Porro       |
| 24 | Inghilterra (bandiera) | D     | Djed Spence       |
| 25 | Inghilterra (bandiera) | D     | Japhet Tanganga   |
| 27 | Brasile (bandiera)     | A     | Lucas Moura       |
| 29 | Senegal (bandiera)     | C     | Pape Matar Sarr   |
| 30 | Uruguay (bandiera)     | C     | Rodrigo Bentancur |
| 33 | Galles (bandiera)      | D     | Ben Davies        |
| 34 | Francia (bandiera)     | D     | Clément Lenglet   |
| 38 | Mali (bandiera)        | C     | Yves Bissouma     |
| 40 | Inghilterra (bandiera) | P     | Brandon Austin    |
| 41 | Inghilterra (bandiera) | P     | Alfie Whiteman    |
| 42 | Inghilterra (bandiera) | C     | Harvey White      |
| 45 | Inghilterra (bandiera) | C     | Alfie Devine      |

## Calciomercato

### Sessione estiva
| Acquisti         | Acquisti         | Acquisti        | Acquisti                    |
| R.               | Nome             | da              | Modalità                    |
| ---------------- | ---------------- | --------------- | --------------------------- |
| A                | Richarlison      | Everton         | definitivo (58 milioni €)   |
| C                | Yves Bissouma    | Brighton        | definitivo (29,2 milioni €) |
| D                | Djed Spence      | Middlesbrough   | definitivo (14,7 milioni €) |
| C                | Ivan Perišić     | Inter           | svincolato                  |
| P                | Fraser Forster   | Southampton     | svincolato                  |
| Altre operazioni |                  |                 |                             |
| R.               | Nome             | da              | Modalità                    |
| D                | Clément Lenglet  | Barcellona      | prestito                    |
| C                | Tanguy Ndombele  | Olympique Lione | fine prestito               |
| C                | Giovani Lo Celso | Villarreal      | fine prestito               |
| A                | Bryan Gil        | Valencia        | fine prestito               |
| C                | Pape Matar Sarr  | Metz            | fine prestito               |

| Cessioni         | Cessioni               | Cessioni        | Cessioni                     |
| R.               | Nome                   | a               | Modalità                     |
| ---------------- | ---------------------- | --------------- | ---------------------------- |
| D                | Cameron Carter-Vickers | Celtic          | definitivo (7 milioni €)     |
| D                | Sergio Reguilón        | Atlético Madrid | prestito                     |
| C                | Harry Winks            | Sampdoria       | prestito                     |
| C                | Giovani Lo Celso       | Villarreal      | prestito                     |
| C                | Tanguy Ndombele        | Napoli          | prestito (1 mln €)           |
| A                | Steven Bergwijn        | Ajax            | definitivo (31,25 milioni €) |
| Altre operazioni |                        |                 |                              |
| R.               | Nome                   | a               | Modalità                     |
| D                | Joe Rodon              | Rennes          | prestito                     |
| P                | Pierluigi Gollini      | Atalanta        | fine prestito                |

### Sessione invernale
| Acquisti         | Acquisti       | Acquisti         | Acquisti               |
| R.               | Nome           | da               | Modalità               |
| ---------------- | -------------- | ---------------- | ---------------------- |
| D                | Pedro Porro    | Sporting Lisbona | prestito (5 milioni €) |
| A                | Arnaut Danjuma | Villarreal       | prestito (3 milioni €) |
| Altre operazioni |                |                  |                        |
| R.               | Nome           | da               | Modalità               |
| P                | Alfie Whiteman | Degerfors        | fine prestito          |

| Cessioni         | Cessioni     | Cessioni        | Cessioni |
| R.               | Nome         | a               | Modalità |
| ---------------- | ------------ | --------------- | -------- |
| D                | Matt Doherty | Atlético Madrid | gratuito |
| D                | Djed Spence  | Rennes          | prestito |
| A                | Bryan Gil    | Siviglia        | prestito |
| Altre operazioni |              |                 |          |
| R.               | Nome         | da              | Modalità |

## Risultati

### Premier League

#### Girone di andata
| Arbitro: | Marriner |

|                                                         |           |                 |
| Sessegnon 21’ Dier 31’ Salisu 61’ (aut.) Kulusevski 63’ | Marcatori | 12’ Ward-Prowse |

| Arbitro: | Taylor |

|                         |           |                         |
| Koulibaly 19’ James 77’ | Marcatori | 68’ Højbjerg 90+6’ Kane |

| Arbitro: | Hooper |

|          |           |  |
| Kane 64’ | Marcatori |  |

| Arbitro: | Pawson |

|  |           |              |
|  | Marcatori | 5’, 81’ Kane |

| Arbitro: | Bankes |

|            |           |                   |
| Souček 55’ | Marcatori | 34’ (aut.) Kehrer |

| Arbitro: | Attwell |

|                       |           |              |
| Højbjerg 40’ Kane 75’ | Marcatori | 83’ Mitrović |

| Arbitro: | Hooper |

|                                         |           |                              |
| Álvarez 51’ Haaland 53’ Mahrez 63’, 90’ | Marcatori | 44’ Kulusevski 45+2’ Emerson |

| Arbitro: | Hooper |

|                                                  |           |                                  |
| Kane 8’ Dier 21’ Bentancur 47’ Son 73’, 84’, 86’ | Marcatori | 6’ (rig.) Tielemans 41’ Maddison |

| Arbitro: | Taylor |

|                                |           |                 |
| Partey 20’ Jesus 49’ Xhaka 67’ | Marcatori | 31’ (rig.) Kane |

| Arbitro: | Harrington |

|  |           |          |
|  | Marcatori | 22’ Kane |

| Arbitro: | Tierney |

|                              |           |  |
| Kane 59’ (rig.) Højbjerg 86’ | Marcatori |  |

| Arbitro: | Pawson |

|                        |           |  |
| Fred 47’ Fernandes 69’ | Marcatori |  |

| Arbitro: | Gillett |

|          |           |                        |
| Kane 54’ | Marcatori | 31’ Wilson 40’ Almirón |

| Arbitro: | Taylor |

|                |           |                                          |
| Moore 22’, 49’ | Marcatori | 57’ Sessegnon 73’ Davies 90+2’ Bentancur |

| Arbitro: | Madley |

|          |           |                |
| Kane 70’ | Marcatori | 11’, 40’ Salah |

| Arbitro: | Salisbury |

|                                        |           |                                  |
| Kane 70’ Davies 51’ Bentancur 81’, 83’ | Marcatori | 10’ Summerville 43’, 76’ Rodrigo |

| Arbitro: | Coote |

|                      |           |                       |
| Janelt 15’ Toney 54’ | Marcatori | 65’ Kane 71’ Højbjerg |

| Arbitro: | Brooks |

|  |           |                      |
|  | Marcatori | 50’ Buendía 73’ Luiz |

| Arbitro: | Oliver |

|  |           |                                   |
|  | Marcatori | 48’, 53’ Kane 68’ Doherty 72’ Son |

#### Girone di ritorno
| Arbitro: | Pawson |

|  |           |                                |
|  | Marcatori | 14’ (aut.) Lloris 36’ Ødegaard |

| Arbitro: | Tierney |

|  |           |            |
|  | Marcatori | 45+1’ Kane |

| Arbitro: | Madley |

|          |           |  |
| Kane 15’ | Marcatori |  |

| Arbitro: | Salisbury |

|                                                   |           |               |
| Mendy 23’ Maddison 25’ Iheanacho 45+4’ Barnes 81’ | Marcatori | 14’ Bentancur |

| Arbitro: | Oliver |

|                     |           |  |
| Emerson 56’ Son 72’ | Marcatori |  |

| Arbitro: | Attwell |

|                    |           |  |
| Skipp 46’ Kane 82’ | Marcatori |  |

| Arbitro: | Robinson |

|            |           |  |
| Traoré 82’ | Marcatori |  |

| Arbitro: | Pawson |

|                              |           |             |
| Kane 19’, 35’ (rig.) Son 62’ | Marcatori | 81’ Worrall |

| Arbitro: | Hooper |

|                                                |           |                                  |
| Adams 46’ Walcott 77’ Ward-Prowse 90+3’ (rig.) | Marcatori | 45+1’ Porro 65’ Kane 74’ Perišić |

| Arbitro: | Coote |

|              |           |                 |
| M. Keane 90’ | Marcatori | 68’ (rig.) Kane |

| Arbitro: | Coote |

|                  |           |          |
| Son 10’ Kane 79’ | Marcatori | 34’ Dunk |

| Arbitro: | Madley |

|                     |           |                                     |
| Son 14’ Danjuma 88’ | Marcatori | 38’ Viña 51’ Solanke 90+5’ Ouattara |

| Arbitro: | Coote |

|                                                     |           |          |
| Murphy 2’, 9’ Joelinton 6’ Isak 19’, 21’ Wilson 67’ | Marcatori | 49’ Kane |

| Arbitro: | Taylor |

|                   |           |                        |
| Porro 56’ Son 79’ | Marcatori | 7’ Sancho 44’ Rashford |

| Arbitro: | Tierney |

|                                              |           |                                    |
| Jones 3’ Díaz 5’ Salah 15’ (rig.) Jota 90+4’ | Marcatori | 39’ Kane 77’ Son 90+3’ Richarlison |

| Arbitro: | England |

|            |           |  |
| Kane 45+1’ | Marcatori |  |

| Arbitro: | Bankes |

|                            |           |                 |
| Ramsey 8’ Douglas Luiz 72’ | Marcatori | 90’ (rig.) Kane |

| Arbitro: | Gillett |

|         |           |                           |
| Kane 8’ | Marcatori | 50’, 62’ Mbeumo 88’ Wissa |

| Arbitro: | Taylor |

|            |           |                                          |
| Rutter 67’ | Marcatori | 2’, 69’ Kane 47’ Porro 90+5’ Lucas Moura |

### FA Cup
| Londra 7 gennaio 2023, ore 12:30 WET Terzo turno | Tottenham | 1 – 0 referto | Portsmouth | Tottenham Hotspur Stadium (60 161 spett.) |
| \| \| \| \| \| Kane 50’ \| Marcatori \| \|       |           |               |            |                                           |
|                                                  |           |               |            |                                           |
| Kane 50’                                         | Marcatori |               |            |                                           |

| Preston 28 gennaio 2023, ore 18:00 WET Quarto turno        | Preston N.E. | 0 – 3 referto            | Tottenham | Deepdale (21 219 spett.) |
| \| \| \| \| \| \| Marcatori \| 50’, 69’ Son 87’ Danjuma \| |              |                          |           |                          |
|                                                            |              |                          |           |                          |
|                                                            | Marcatori    | 50’, 69’ Son 87’ Danjuma |           |                          |

| Arbitro: | Brooks |

|            |           |  |
| Ndiaye 79’ | Marcatori |  |

### EFL Cup
| Nottingham 9 novembre 2022, ore 20:45 WET Terzo turno  | Nottingham Forest | 2 – 0 referto | Tottenham | City Ground (28 384 spett.) |
| \| \| \| \| \| Lodi 50’ Lingard 57’ \| Marcatori \| \| |                   |               |           |                             |
|                                                        |                   |               |           |                             |
| Lodi 50’ Lingard 57’                                   | Marcatori         |               |           |                             |

### UEFA Champions League

#### Fase a gironi
| Arbitro: | Vinčić |

|                      |           |  |
| Richarlison 76’, 81’ | Marcatori |  |

| Arbitro: | Jovanović |

|                           |           |  |
| Paulinho 90’ Arthur 90+3’ | Marcatori |  |

| Francoforte 4 ottobre 2022, ore 21:00 CEST 3ª giornata | Eintracht Francoforte | 0 – 0 referto | Tottenham | Deutsche Bank Park (50 500 spett.)\| Arbitro: \| Orsato \| |
| Arbitro:                                               | Orsato                |               |           |                                                            |

| Arbitro: | del Cerro Grande |

|                              |           |                       |
| Son 20’, 36’ Kane 28’ (rig.) | Marcatori | 14’ Kamada 87’ Alidou |

| Arbitro: | Makkelie |

|               |           |             |
| Bentancur 80’ | Marcatori | 22’ Edwards |

| Arbitro: | Marciniak |

|              |           |                            |
| Mbemba 45+2’ | Marcatori | 54’ Lenglet 90+5’ Højbjerg |

#### Fase a eliminazione diretta
| Arbitro: | Schärer |

|         |           |  |
| Díaz 7’ | Marcatori |  |

| Londra 8 marzo 2023, ore 21:10 CET Ottavi di finale - Ritorno | Tottenham | 0 – 0 referto | Milan | Tottenham Hotspur Stadium (61 602 spett.)\| Arbitro: \| Turpin \| |
| Arbitro:                                                      | Turpin    |               |       |                                                                   |

## Statistiche

### Statistiche di squadra
| Competizione     | Punti | In casa | In casa | In casa | In casa | In casa | In casa | In trasferta | In trasferta | In trasferta | In trasferta | In trasferta | In trasferta | Totale | Totale | Totale | Totale | Totale | Totale | DR |
| Competizione     | Punti | G       | V       | N       | P       | Gf      | Gs      | G            | V            | N            | P            | Gf           | Gs           | G      | V      | N      | P      | Gf     | Gs     | DR |
| ---------------- | ----- | ------- | ------- | ------- | ------- | ------- | ------- | ------------ | ------------ | ------------ | ------------ | ------------ | ------------ | ------ | ------ | ------ | ------ | ------ | ------ | -- |
| Premier League   | 60    | 19      | 12      | 1       | 6       | 37      | 25      | 19           | 6            | 5            | 8            | 33           | 38           | 38     | 18     | 6      | 14     | 70     | 63     | +7 |
| FA Cup           | -     | 1       | 1       | 0       | 0       | 1       | 0       | 2            | 1            | 0            | 1            | 3            | 1            | 3      | 2      | 0      | 1      | 4      | 1      | +3 |
| League Cup       | -     | 0       | 0       | 0       | 0       | 0       | 0       | 1            | 0            | 0            | 1            | 0            | 2            | 1      | 0      | 0      | 1      | 0      | 2      | -2 |
| Champions League | 11    | 4       | 2       | 2       | 0       | 6       | 3       | 4            | 1            | 1            | 2            | 2            | 4            | 8      | 3      | 3      | 2      | 8      | 7      | +1 |
| Totale           | -     | 24      | 15      | 3       | 6       | 44      | 28      | 26           | 8            | 6            | 12           | 38           | 45           | 50     | 23     | 9      | 18     | 82     | 73     | +9 |

### Andamento in campionato
| Giornata  | 1 | 2 | 3 | 4 | 5 | 6 | 7 | 8 | 9 | 10 | 11 | 12 | 13 | 14 | 15 | 16 | 17 | 18 | 19 | 20 | 21 | 22 | 23 | 24 | 25 | 26 | 27 | 28 | 29 | 30 | 31 | 32 | 33 | 34 | 35 | 36 | 37 | 38 |
| --------- | - | - | - | - | - | - | - | - | - | -- | -- | -- | -- | -- | -- | -- | -- | -- | -- | -- | -- | -- | -- | -- | -- | -- | -- | -- | -- | -- | -- | -- | -- | -- | -- | -- | -- | -- |
| Luogo     | C | T | C | T | T | C | T | C | T | T  | C  | T  | C  | T  | C  | C  | T  | C  | T  | C  | T  | C  | T  | C  | C  | T  | C  | T  | T  | C  | C  | T  | C  | T  | C  | T  | C  | T  |
| Risultato | V | N | V | V | N | V | P | V | P | V  | V  | P  | P  | V  | P  | V  | N  | P  | V  | P  | V  | V  | P  | V  | V  | P  | V  | N  | N  | V  | P  | P  | N  | P  | V  | P  | P  | V  |
| Posizione | 1 | 4 | 4 | 3 | 3 | 3 | 3 | 3 | 3 | 3  | 3  | 3  | 3  | 4  | 4  | 4  | 5  | 5  | 5  | 5  | 5  | 5  | 5  | 4  | 4  | 4  | 4  | 4  | 5  | 5  | 5  | 5  | 5  | 6  | 6  | 6  | 8  | 8  |

Legenda:

Luogo: C = Casa; T = Trasferta. Risultato: V = Vittoria; N = Pareggio; P = Sconfitta.

### Statistiche dei giocatori
| Giocatore     | Premier League | Premier League | Premier League | Premier League | FA Cup   | FA Cup | FA Cup      | FA Cup     | Football League Cup | Football League Cup | Football League Cup | Football League Cup | Champions League | Champions League | Champions League | Champions League | Totale   | Totale | Totale      | Totale     |
| Giocatore     | Presenze       | Reti           | Ammonizioni    | Espulsioni     | Presenze | Reti   | Ammonizioni | Espulsioni | Presenze            | Reti                | Ammonizioni         | Espulsioni          | Presenze         | Reti             | Ammonizioni      | Espulsioni       | Presenze | Reti   | Ammonizioni | Espulsioni |
| ------------- | -------------- | -------------- | -------------- | -------------- | -------- | ------ | ----------- | ---------- | ------------------- | ------------------- | ------------------- | ------------------- | ---------------- | ---------------- | ---------------- | ---------------- | -------- | ------ | ----------- | ---------- |
| G. Abbott     | 1              | 0              | 0              | 0              | 0        | 0      | 0           | 0          | 0                   | 0                   | 0                   | 0                   | 0                | 0                | 0                | 0                | 1        | 0      | 0           | 0          |
| R. Bentancur  | 18             | 5              | 8              | 0              | 1        | 0      | 0           | 0          | 1                   | 0                   | 1                   | 0                   | 6                | 1                | 2                | 0                | 26       | 6      | 11          | 0          |
| Y. Bissouma   | 23             | 0              | 6              | 0              | 1        | 0      | 0           | 0          | 1                   | 0                   | 1                   | 0                   | 3                | 0                | 0                | 0                | 28       | 0      | 7           | 0          |
| A. Danjuma    | 9              | 1              | 0              | 0              | 2        | 1      | 0           | 0          | 0                   | 0                   | 0                   | 0                   | 1                | 0                | 0                | 0                | 12       | 2      | 0           | 0          |
| B. Davies     | 31             | 2              | 4              | 0              | 2        | 0      | 1           | 0          | 0                   | 0                   | 0                   | 0                   | 7                | 0                | 0                | 0                | 40       | 2      | 5           | 0          |
| A. Devine     | 0              | 0              | 0              | 0              | 1        | 0      | 0           | 0          | 0                   | 0                   | 0                   | 0                   | 0                | 0                | 0                | 0                | 1        | 0      | 0           | 0          |
| E. Dier       | 33             | 2              | 4              | 0              | 1        | 0      | 0           | 0          | 1                   | 0                   | 1                   | 0                   | 7                | 0                | 2                | 0                | 42       | 2      | 7           | 0          |
| M. Doherty    | 12             | 1              | 0              | 0              | 1        | 0      | 0           | 0          | 1                   | 0                   | 0                   | 0                   | 2                | 0                | 0                | 0                | 16       | 1      | 0           | 0          |
| F. Forster    | 14             | -24            | 1              | 0              | 3        | -1     | 0           | 0          | 1                   | -2                  | 0                   | 0                   | 2                | -1               | 0                | 0                | 20       | -28    | 1           | 0          |
| B. Gil        | 4              | 0              | 1              | 0              | 2        | 0      | 0           | 0          | 1                   | 0                   | 0                   | 0                   | 4                | 0                | 0                | 0                | 11       | 0      | 1           | 0          |
| M.G. Craig    | 1              | 0              | 0              | 0              | 0        | 0      | 0           | 0          | 0                   | 0                   | 0                   | 0                   | 0                | 0                | 0                | 0                | 1        | 0      | 0           | 0          |
| P. Højbjerg   | 35             | 4              | 5              | 0              | 1        | 0      | 0           | 0          | 1                   | 0                   | 0                   | 0                   | 7                | 1                | 3                | 0                | 44       | 5      | 8           | 0          |
| H. Kane       | 38             | 30             | 6              | 0              | 2        | 1      | 0           | 0          | 1                   | 0                   | 0                   | 0                   | 8                | 1                | 1                | 0                | 49       | 32     | 7           | 0          |
| D. Kulusevski | 30             | 2              | 2              | 0              | 2        | 0      | 0           | 0          | 1                   | 0                   | 1                   | 0                   | 4                | 0                | 0                | 0                | 37       | 2      | 3           | 0          |
| C. Lenglet    | 26             | 0              | 3              | 0              | 1        | 0      | 0           | 0          | 1                   | 0                   | 0                   | 0                   | 7                | 1                | 3                | 0                | 35       | 1      | 6           | 0          |
| H. Lloris     | 25             | -39            | 0              | 0              | 0        | 0      | 0           | 0          | 0                   | 0                   | 0                   | 0                   | 6                | -6               | 0                | 0                | 31       | -45    | 0           | 0          |
| L. Moura      | 15             | 1              | 0              | 1              | 1        | 0      | 0           | 0          | 0                   | 0                   | 0                   | 0                   | 3                | 0                | 0                | 0                | 19       | 1      | 0           | 1          |
| I. Perišić    | 34             | 1              | 6              | 0              | 2        | 0      | 0           | 0          | 1                   | 0                   | 0                   | 0                   | 7                | 0                | 0                | 0                | 44       | 1      | 6           | 0          |
| P. Porro      | 15             | 3              | 0              | 0              | 1        | 0      | 0           | 0          | 0                   | 0                   | 0                   | 0                   | 1                | 0                | 0                | 0                | 17       | 3      | 0           | 0          |
| Richarlison   | 27             | 1              | 3              | 0              | 1        | 0      | 0           | 0          | 1                   | 0                   | 0                   | 0                   | 6                | 2                | 0                | 0                | 35       | 3      | 3           | 0          |
| C. Romero     | 27             | 0              | 9              | 1              | 0        | 0      | 0           | 0          | 0                   | 0                   | 0                   | 0                   | 7                | 0                | 2                | 1                | 34       | 0      | 11          | 2          |
| E. Royal      | 26             | 2              | 2              | 1              | 2        | 0      | 0           | 0          | 0                   | 0                   | 0                   | 0                   | 8                | 0                | 1                | 0                | 36       | 2      | 3           | 1          |
| D. Sánchez    | 18             | 0              | 1              | 0              | 3        | 0      | 0           | 0          | 1                   | 0                   | 0                   | 0                   | 2                | 0                | 0                | 0                | 24       | 0      | 1           | 0          |
| P. Sarr       | 11             | 0              | 1              | 0              | 2        | 0      | 0           | 0          | 0                   | 0                   | 0                   | 0                   | 1                | 0                | 0                | 0                | 14       | 0      | 1           | 0          |
| R. Sessegnon  | 17             | 2              | 4              | 0              | 2        | 0      | 0           | 0          | 1                   | 0                   | 0                   | 0                   | 3                | 0                | 1                | 0                | 23       | 2      | 5           | 0          |
| O. Skipp      | 23             | 1              | 7              | 0              | 3        | 0      | 0           | 0          | 1                   | 0                   | 0                   | 0                   | 4                | 0                | 1                | 0                | 31       | 1      | 8           | 0          |
| H. Son        | 36             | 10             | 2              | 0              | 3        | 2      | 0           | 0          | 0                   | 0                   | 0                   | 0                   | 8                | 2                | 1                | 0                | 47       | 14     | 3           | 0          |
| D. Spence     | 4              | 0              | 0              | 0              | 1        | 0      | 0           | 0          | 1                   | 0                   | 0                   | 0                   | 0                | 0                | 0                | 0                | 6        | 0      | 0           | 0          |
| J. Tanganga   | 4              | 0              | 0              | 0              | 2        | 0      | 0           | 0          | 0                   | 0                   | 0                   | 0                   | 1                | 0                | 0                | 0                | 7        | 0      | 0           | 0          |
| H. White      | 1              | 0              | 0              | 0              | 0        | 0      | 0           | 0          | 0                   | 0                   | 0                   | 0                   | 0                | 0                | 0                | 0                | 1        | 0      | 0           | 0          |